# 熊野古道〜お伊勢さんからもうひとつの聖地へ〜
『熊野古道〜お伊勢さんからもうひとつの聖地へ〜』（くまのこどう〜おいせさんからもうひとつのせいちへ〜）は、2014年（平成26年）3月から三重テレビが制作し独立局を中心に放送されるドキュメントバラエティ番組である。

## 概要
2013年（平成25年）に、伊勢神宮で20年に一度の大祭「神宮式年遷宮」の特別企画として『お伊勢さん』が放送された。同番組の成功を受け、新シリーズとして制作されたのが『熊野古道』である。三重テレビの開局45周年記念の特別番組でもあり、制作発表会見は出演者である夢輝のあらの出席のもと、東京・日本橋の三重テラスで行われた。
世界遺産登録10周年を迎えた熊野古道の歴史や人々の営み、神話、伝説、聖地の魅力を紹介する。伊勢神宮から出発し、伊勢路を経て紀伊山地へ入り、熊野速玉大社、熊野那智大社、熊野本宮大社にハイビジョン映像で迫る。
制作局である三重テレビでは、毎月第3金曜日の20:00 - 20:55（JST）に本放送、翌月第2金曜日の同時間帯に再放送を行う。熊野古道が通り、番組でも取り上げられる和歌山県での地上波放送は予定されていない。

## 各話リスト
| 回 | タイトル                                                         |
| -- | ---------------------------------------------------------------- |
| 1  | 神宮 〜新たな20年の出発〜                                        |
| 2  | 神宮と参詣道 〜西へ東へ…人と文化のシルクロード〜                 |
| 3  | 伊勢路を歩く 〜神宮から馬越峠へ 峠の古道を行く〜                 |
| 4  | 神々が降り立った地・熊野 〜八鬼山峠から浜街道へ 祈りの路を歩く〜 |
| 5  | 熊野速玉大社 〜山・川・海に囲まれた神々の聖域〜                  |
| 6  | 熊野那智大社 〜生死観の源流に迫る〜                              |
| 7  | 熊野本宮大社 〜すべての古道が通じる蘇りの地〜                    |
| 8  | 世界の巡礼道 〜コンポステーラと熊野古道〜                        |
| 9  | 高野山・空海の教え 〜日本人の心 和の精神を取り戻す〜             |
| 10 | 吉野・大峯の修験道 そして伊勢・熊野へ 〜自然を感じ己と向き合う〜 |

## 出演者
第1回
- 檀ふみ（女優）[4]
- ジョン・ギャスライト（タレント）[4]
- 半田美永（皇學館大学教授）[6]

第2回
- 米倉斉加年（俳優）[7]

第3回
- 古澤巌（ヴァイオリニスト）

第4回
- 東儀秀樹（雅楽師）[8]
- 夢輝のあ（元タカラジェンヌ）[8]

第5回
- 林英哲（和太鼓奏者）[9]

第6回
- 杵屋勝四郎（長唄）
- 杵屋勝松（三味線）
- 杵屋勝十朗（三味線）
- 堅田喜三久（囃子方）

第7回
- 市川猿之助（歌舞伎役者）[10]

第8回
- 黛まどか（俳人）
- 鳥羽重宏（城南宮宮司）
- 萩田文昭（仏師、凡海）
- マルコス・マルティネス（レオン県知事）
- ナバ・カストロ（ガリシア州観光局局長）

第9回
- 浅葉克己（アートディレクター）
- 山口文章（高野山真言宗開創法会事務局長）
- 大川吉崇（大川学園理事長）
- 植島啓司（宗教人類学者）

第10回
- 松平健（俳優）
- 田中利典（金峯山寺宗務局長）
- 柏田信二（藤井利三郎薬房品質管理部）
- 大矢武男（金峯神社社守）
- 五鬼助義之（大峯前鬼山小仲坊住職）

## ネット局
| 放送対象地域   | 放送局                               | 系列           | 放送日時 |
| -------------- | ------------------------------------ | -------------- | --- |
| 三重県         | 三重テレビ放送（MTV）〈制作局〉      | JAITS          | 第01回：2014年03月21日 20:00 - 20:55 第02回：2014年04月18日 20:00 - 20:55 第03回：2014年05月16日 20:00 - 20:55 第04回：2014年06月20日 20:00 - 20:56 第05回：2014年07月18日 20:00 - 20:55 第06回：2014年08月15日 20:00 - 20:55 第07回：2014年09月19日 20:00 - 20:55 第08回：2014年10月17日 20:00 - 20:55 第09回：2014年11月21日 20:00 - 20:55 第10回：2014年12月19日 20:00 - 20:55 |
| 栃木県         | とちぎテレビ（GYT）                  | JAITS          | 第01回：2014年04月19日 20:00 - 第02回： 第03回： 第04回： 第05回： 第06回：2014年09月13日 20:00 - 第07回：2014年10月25日 20:00 - 第08回：2014年11月22日 19:00 - 第09回：2014年12月27日 19:00 - 第10回：2015年01月11日 20:00 - |
| 群馬県         | 群馬テレビ（GTV）                    | JAITS          | 第01回：2014年04月26日 20:00 - 第02回： 第03回： 第04回： 第05回：2014年08月30日 20:00 - 第06回：2014年09月27日 20:00 - 第07回： 第08回：2014年11月29日 20:00 - 第09回：2014年12月27日 20:00 - 第10回：2015年01月31日 22:00 - |
| 埼玉県         | テレビ埼玉（TVS）                    | JAITS          | 第01回：2014年03月29日 20:00 - 第02回： 第03回： 第04回： 第05回： 第06回：2014年08月22日 20:00 - 第07回：2014年09月26日 20:00 - 第08回： 第09回：2014年11月28日 20:00 - 第10回：2014年12月26日 20:00 - |
| 千葉県         | 千葉テレビ放送（CTC）                | JAITS          | 第01回：2014年03月30日 20:00 - 第02回： 第03回： 第04回： 第05回： 第06回：2014年08月24日 19:00 - 第07回：2014年09月21日 19:00 - 第08回： 第09回：2014年11月23日 19:00 - 第10回：2014年12月28日 14:00 - |
| 東京都         | 東京メトロポリタンテレビジョン（MX） | JAITS          | 第01回：2014年04月05日 21:00 - 第02回： 第03回： 第04回： 第05回： 第06回：2014年09月21日 21:00 - 第07回：2014年10月04日 21:00 - 第08回：2014年11月16日 20:00 - 第09回：2014年12月06日 21:00 - 第10回：2015年01月03日 21:00 - |
| 神奈川県       | テレビ神奈川（TVK）                  | JAITS          | 第01回：2014年04月02日 20:00 - 第02回： 第03回： 第04回： 第05回： 第06回：2014年09月03日 20:00 - 第07回：2014年10月01日 20:00 - 第08回： 第09回：2014年12月03日 20:00 - 第10回：2015年01月07日 20:00 - |
| 岐阜県         | 岐阜放送（GBS）                      | JAITS          | 第01回：2014年04月06日 18:00 - 第02回： 第03回： 第04回： 第05回： 第06回：2014年09月07日 18:00 - 第07回：2014年10月05日 18:00 - 第08回： 第09回：2014年12月07日 18:00 - 第10回：2015年01月04日 18:00 - |
| 京都府         | 京都放送（KBS）                      | JAITS          | 第01回：2014年04月24日 19:00 - 第02回： 第03回： 第04回： 第05回：2014年08月21日 19:00 - 第06回：2014年09月25日 19:00 - 第07回：2014年10月23日 19:00 - 第08回：2014年11月20日 19:00 - 第09回：2014年12月18日 19:00 - 第10回：2015年01月22日 19:00 - |
| 兵庫県         | サンテレビジョン（SUN）              | JAITS          | 第01回：2014年03月23日 13:00 - 第02回： 第03回： 第04回： 第05回： 第06回：2014年08月24日 16:00 - 第07回：2014年09月21日 13:00 - 第08回： 第09回：2014年11月22日 13:00 - 第10回：2014年12月21日 13:00 - |
| 岡山県・香川県 | 岡山放送（OHK）                      | フジテレビ系列 | 第01回：2014年08月10日 25:15 - 26:15 第02回：2014年09月18日 25:15 - 26:15 第03回：2014年10月26日 25:30 - 26:30 第04回：2014年11月30日 25:30 - 26:30 第05回：2015年02月08日 25:30 - 26:30 第06回：2015年03月08日 25:30 - 26:30 第07回：2015年03月29日 25:50 - 26:50 第08回：2015年04月05日 25:20 - 26:20 第09回：2015年04月19日 25:40 - 26:40 第10回：2015年04月19日 25:40 - 26:40 |
| 熊本県         | テレビ熊本（TKU）                    | フジテレビ系列 | 第01回： 第02回： 第03回：2014年08月31日 26:05 - 第04回： 第05回： 第06回：2014年11月30日 26:35 - 第07回： 第08回：2015年01月25日 26:40 - 第09回：2015年02月22日 26:35 - 第10回：2015年03月29日 26:55 - |
| 全国放送       | BSフジ                               | BS放送         | 第01回：2015年01月07日 22:00 - 22:55 第02回：2015年01月14日 22:00 - 22:55 第03回：2015年01月21日 22:00 - 22:55 第04回：2015年01月28日 22:00 - 22:55 第05回：2015年02月04日 22:00 - 22:55 第06回：2015年02月11日 22:00 - 22:55 第07回：2015年02月18日 22:00 - 22:55 第08回：2015年02月25日 22:00 - 22:55 第09回：2015年03月04日 22:00 - 22:55 第10回：2015年03月11日 22:00 - 22:55 |
| 全国放送       | 日本BS放送（BS11）                   | BS放送         | 第01回：2015年08月19日 19;00 - 19:58 第02回：2015年08月26日 19:00 - 19:58 第03回：2015年09月02日 19:00 - 19:58 第04回：2015年09月23日 19:00 - 19:58 第05回：2015年09月30日 19:00 - 19:58 第06回：2015年09月30日 19:00 - 18:58 第07回：2015年10月08日 19:00 - 19:58 第08回：2015年10月15日 19:00 - 19:58 第09回：2015年10月22日 19:00 - 19:58 第10回：2015年10月29日 19:00 - 19:58 |

## スタッフ
- 監修：梅原猛（哲学者）[2]
- ナレーション：萩本欽一（みえの国観光大使）[2][4]、堀江ゆかり（オープニングも含む）
- 音楽：長岡成貢[2]
- アドバイザー：植島啓司（宗教人類学者）
- キャスティング：嗣音泰多
- 平安衣装：大門坂茶屋
- コーディネーター・通訳：問屋正勝
- 撮影：前川和久、樋渡徹、藤川拓也、堤とおる、緒方利治、山徹治、大友栄二、岩室敏之、浅羽伸英
- 音声：神余浩司、岩田春和、本庄昴人、岩佐賀永、清水孝浩、横江満
- 編集：徳田裕恒、遠藤功二、松浦勇二
- MA：青木信之
- タイトルCG：高尾雅也
- CGデザイン：飯田裕士、米本番
- イラスト：まりか、宮前いずみ
- スタイリスト：Sty勝見
- ヘアメイク：うらたなおみ、晋一朗
- 広報：松本幹影、長谷川さやか、波多美由紀
- 制作協力：アクテリオンファーマシューティカルズジャパン、White、パソナグループ、元気な事務所、ブレス、東海ゼロ企画、be blue studio、三重テレビエンタープライズ、放送映画製作所
- アシスタント：木下絵奈、吉藤敏明、茂利栄美、清水美奈子、青木純也、鳥越良、宮崎真司
- ディレクター：茂利泉、大川雄司、向賢、宮崎真司、光来出賢二、青木純也
- 制作総括・ディレクター：品川大榮
- プロデューサー：山田享司、小川秀幸
- エグゼクティブプロデューサー：志田行弘
- 制作著作：三重テレビ放送